# Nebo (Kentucky)
Nebo è un comune degli Stati Uniti d'America, situato nello Stato del Kentucky, nella contea di Hopkins.